# Cacosternum namaquense
Espèce
Statut de conservation UICN

 LC  : Préoccupation mineure
Cacosternum namaquense est une espèce d'amphibiens de la famille des Pyxicephalidae.

## Répartition
Cette espèce se rencontre dans le biome du Karoo succulent :
- dans l'ouest de la province de Cap-du-Nord en Afrique du Sud ;
- dans le sud de la Namibie.

Elle est absente le long des côtes atlantique.

## Description
L'holotype de Cacosternum namaquense mesure 25 mm.

## Étymologie
Son nom d'espèce, composé de namaqu[aland] et du suffixe latin -ense, « qui vit dans, qui habite », lui a été donné en référence au lieu de sa découverte, le Namaqualand.

## Publication originale
- Werner, 1910 : Reptilia et Amphibia. Denkschriften, Medicinisch-naturwissenschaftliche Gesellschaft zu Jena, vol. 16, p. 279-370 (texte intégral).